# St. Maria (Strümpfelbrunn)

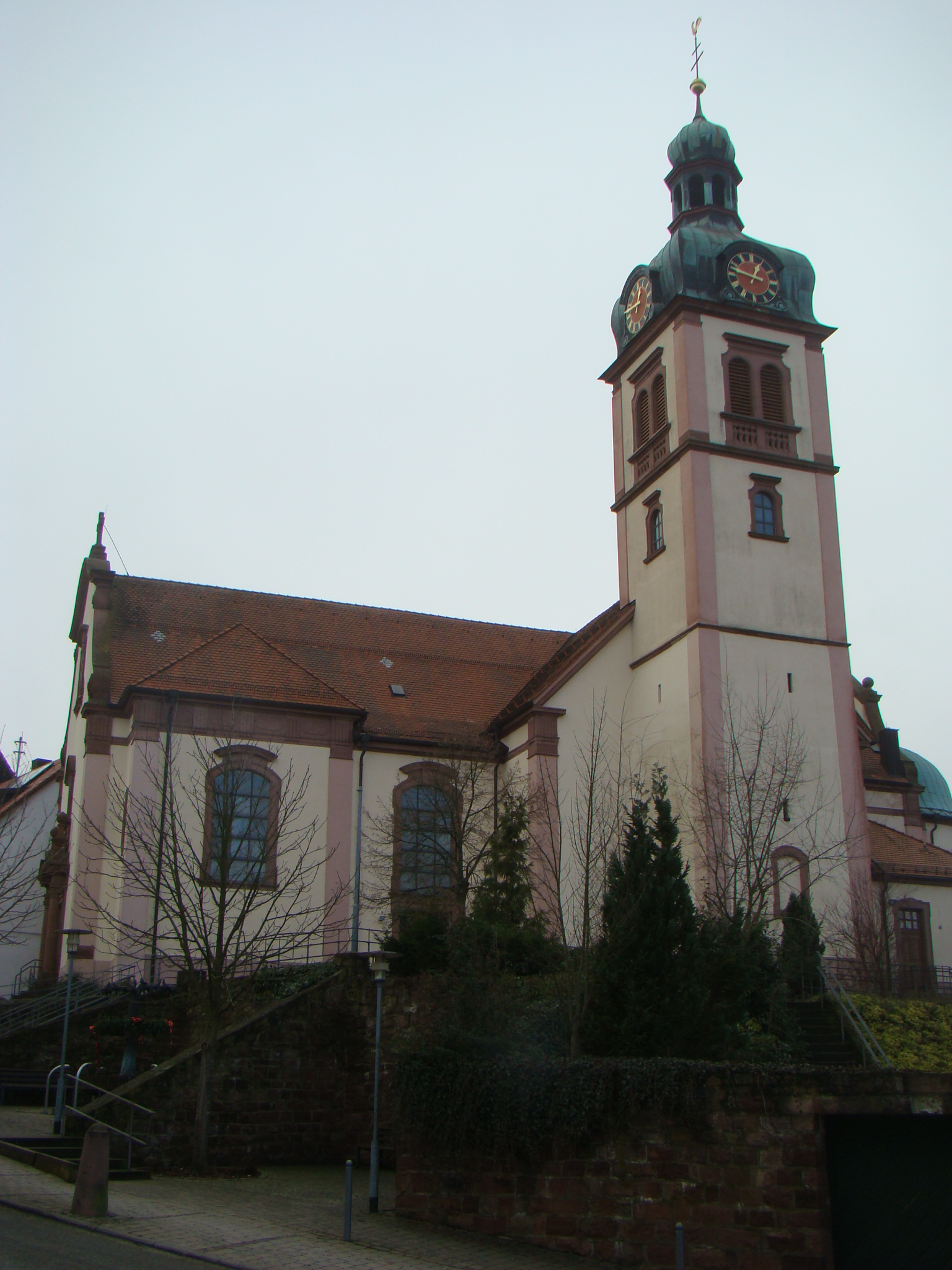
St. Maria in Strümpfelbrunn

Die römisch-katholische Pfarrkirche St. Maria steht in Strümpfelbrunn, dem Hauptort der Gemeinde Waldbrunn im Neckar-Odenwald-Kreis in Baden-Württemberg. Die Kirchengemeinde gehört zum Erzbistum Freiburg.

## Beschreibung
Die neubarocke Kreuzkirche wurde 1908 unter Verwendung von Teilen des Vorgängers von 1793 erbaut. Sie besteht aus einem Langhaus und einem eingezogenen, halbrund geschlossenen Chor im Norden, zwischen denen ein Querschiff eingefügt ist, einem Kirchturm vor dem östlichen Querarm und der Sakristei an der Ostwand des Chors. Das oberste Geschoss des Kirchturms beherbergt hinter den als Biforien gestalteten Klangarkaden den Glockenstuhl, in dem vier Kirchenglocken hängen. Darauf sitzt eine aufwändig, mit einer Laterne bekrönte Zwiebelhaube mit Zifferblättern an allen vier Seiten.